# 145452 Ritona
(145452) Ritona, hay còn được gọi là 2005 RN43, là một thiên thể cổ điển ngoài Sao Hải Vương. Nó có đường kính ước tính là 679+55
−73 km. Nó được phát hiện bởi Andrew Becker, Andrew Puckett và Jeremy Kubica vào ngày 10 tháng 9 năm 2005 tại Đài quan sát Apache Point ở Sunspot, New Mexico. Brown ước tính rằng  2005 RN43 rất có thể là một hành tinh lùn.

## Phân loại
Trung tâm hành tinh vi hình (MPC) phân loại nó là một cubewano. Nhưng vì vật thể này có độ nghiêng quỹ đạo là 19,3 °, nên Khảo sát Sinh thái học Sâu (DES) phân loại nó là vật thể đĩa phân tán mở rộng.
Vật thể này đã được quan sát thấy 119 lần trong mười ba xung đối khác nhau, với các hình ảnh precovery đã có từ năm 1954.